# Aldea del Fresno
Aldea del Fresno ist eine zentralspanische Gemeinde (municipio) mit 3.422 Einwohnern (Stand: 2024) im Westen der Autonomen Gemeinschaft Madrid. 

## Lage
Aldea del Fresno liegt im Westen der Gemeinschaft Madrid ca. 50 km westsüdwestlich von Madrid am Río Alberche. In diesen mündet hier der Río Perales. 

## Bevölkerungsentwicklung
| 1930 | 1950 | 1970 | 1981 | 1991 | 2001 | 2011 | 2021 |
| ---- | ---- | ---- | ---- | ---- | ---- | ---- | ---- |
| 560  | 532  | 814  | 859  | 1140 | 1503 | 2531 | 3085 |

## Sehenswürdigkeiten
- Peterskirche (Iglesia de San Pedro Apóstol) aus dem 18. Jahrhundert
- Einsiedelei der Jungfrau von Fresno
- Einsiedelei des Heiligen Paulus
- Rathaus

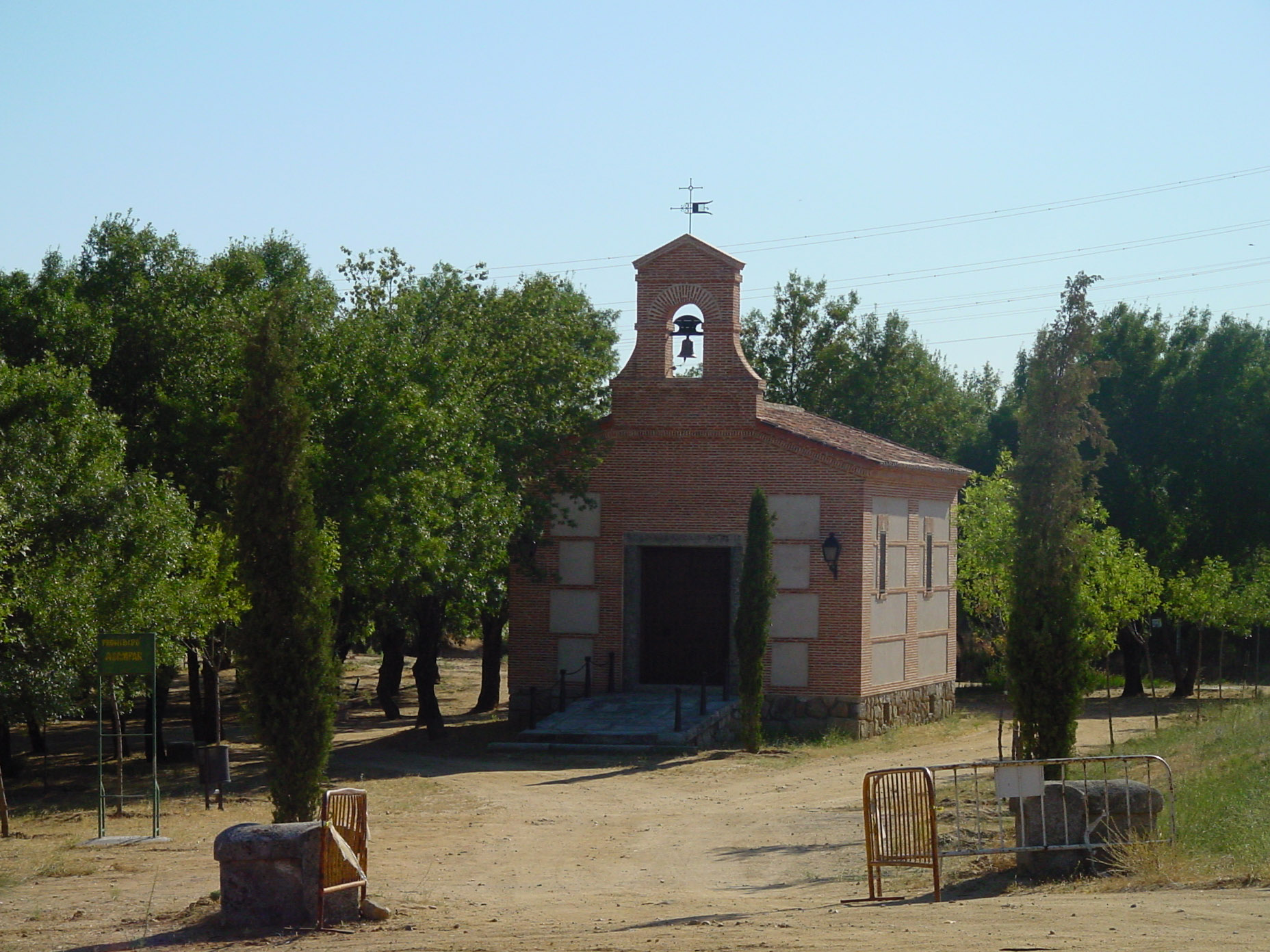
Einsiedelei
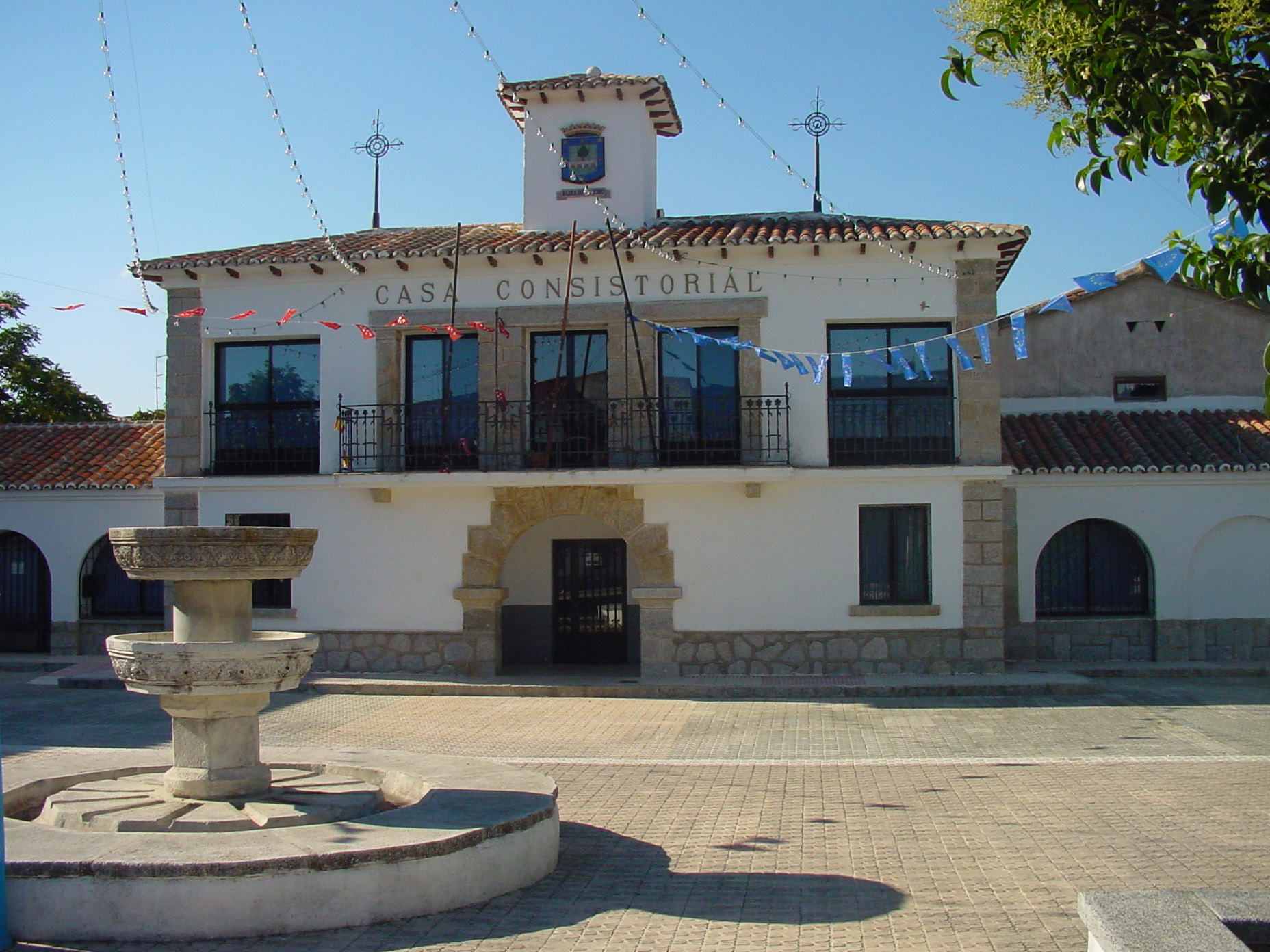
Rathaus

## Persönlichkeiten
- Braulio Rodríguez Plaza (* 1944), römisch-katholischer Geistlicher, Erzbischof von Valladolid (2002–2009) Toledo (2009–2019)